# Принстон-Медоус (Нью-Джерсі)
Принстон-Медоус (англ. Princeton Meadows) — переписна місцевість (CDP) в США, в окрузі Міддлсекс штату Нью-Джерсі. Населення — 14 776 осіб (2020).

## Географія
Принстон-Медоус розташований за координатами 40°20′2″ пн. ш. 74°33′58″ зх. д. / 40.33389° пн. ш. 74.56611° зх. д. (40.333922, -74.566133).  За даними Бюро перепису населення США в 2010 році переписна місцевість мала площу 5,48 км², з яких 5,38 км² — суходіл та 0,10 км² — водойми.

## Демографія
Згідно з переписом 2010 року, у переписній місцевості мешкали 13 834 особи в 5976 домогосподарствах у складі 3448 родин. Густота населення становила 2525 осіб/км².  Було 6290 помешкань (1148/км²).
Расовий склад населення:
| - 45,9 % — азіатів - 38,3 % — білих - 10,3 % — чорних або афроамериканців - 0,3 % — корінних американців - 2,2 % — осіб інших рас |

До двох чи більше рас належало 2,9 %. Частка іспаномовних становила 7,7 % від усіх жителів.
За віковим діапазоном населення розподілялося таким чином: 23,8 % — особи молодші 18 років, 72,2 % — особи у віці 18—64 років, 4,0 % — особи у віці 65 років та старші. Медіана віку мешканця становила 33,2 року. На 100 осіб жіночої статі у переписній місцевості припадало 99,8 чоловіків;  на 100 жінок у віці від 18 років та старших — 98,6 чоловіків також старших 18 років.
Середній дохід на одне домашнє господарство  становив 106 655 доларів США (медіана — 86 068), а середній дохід на одну сім'ю — 122 122 долари (медіана — 100 113). Медіана доходів становила 81 420 доларів для чоловіків та 51 429 доларів для жінок. За межею бідності перебувало 4,9 % осіб, у тому числі 2,7 % дітей у віці до 18 років та 0,0 % осіб у віці 65 років та старших.
Цивільне працевлаштоване населення становило 7447 осіб. Основні галузі зайнятості: науковці, спеціалісти, менеджери — 27,0 %, освіта, охорона здоров'я та соціальна допомога — 19,0 %, фінанси, страхування та нерухомість — 12,1 %, виробництво — 11,4 %.